# Amphinemura ancistroidea
Amphinemura ancistroidea är en bäcksländeart som beskrevs av Li, W. och Ding Yang 2007. Amphinemura ancistroidea ingår i släktet Amphinemura och familjen kryssbäcksländor. Inga underarter finns listade i Catalogue of Life.